# Giampaolo Conchedda
Giampaolo Conchedda (Nuoro, 13 novembre 1957) è un batterista italiano.

## Biografia
Nel 1976, a 18 anni, trasferitosi a Milano studia alla scuola del Capolinea con Enrico Lucchini, unico allievo sardo del compianto maestro, facendo lezione il primo periodo, con Beppe Sciuto (già batterista di Eugenio Finardi, Venegoni & Co, Alberto Fortis, Paolo Tofani).

### L'inizio (1965-1980): Le Anidridi, Jazz Trio, Al Ventura Band
Inizia a suonare a Nuoro a 7 anni, nel 1965, sui fustini del Dixan, insieme al cugino Attilio Soriga  che all'epoca suonava la chitarra e dal 1969 a 13 anni, è con Ico Usai alle tastiere e Battista Giordano alla chitarra nella rock band Le Anidridi fino ad aprile del 1973.
Inizia da autodidatta lo studio dei rudimenti dai metodi di Buddy Rich e Gene Krupa, costituendo a sedici anni, nel settembre 1973 un trio Jazz con Battista Giordano e Tonino Puddu al basso (sostituito in seguito da Guido Chessa), esibendosi a Nuoro all'auditorium del Museo del costume (poi Museo etnografico sardo ),  nel 1975 al Teatro Eliseo in apertura del concerto di Francesco Guccini, alla biblioteca di Benetutti e poi al Teatro Civico (Sassari), questo è il periodo in cui si fa accompagnare in campagna lungo la superstrada per Cagliari, per poter studiare all' aperto e allenarsi con la batteria senza disturbare nessuno.
Nel 1974 a Nuoro conosce di persona i batteristi Kenny Clarke, Tullio De Piscopo, Gianni Cazzola e Bruno Biriaco per aver prestato loro lo strumento.
Professionista nel 1976 a Milano, con la band di Al Ventura (suonatore di Organo Hammond e pianista/tastierista di The Rogers, Fred Bongusto, Anna Oxa, Rettore) fino a giugno 1978, a 18 anni suona con lui, nei night club del nord Italia e in Svizzera, come l'Astoria di Sondrio, il Rouge et Noir (poi Papillon) a Parma, La Cascinetta a Padenghe sul Garda, Il Pirata a Bellinzona, il Baby Club di Fidenza e altri, lavorando sette ore a notte, per trenta serate al mese, praticando tutti gli stili, standards di ogni tipo, blues, samba, bossa nova, pop, swing, rock and roll, mambo, cha cha cha, ballads, dance, liscio, musica italiana, revival e funk, accompagnando anche  attrazioni di varietà come  illusionisti, fachiri, acrobati e streap-tease.
In qualità di allievo, partecipa per dieci giorni a Montecatini Terme nel settembre 1977 a uno dei primi seminari Jazz italiani tenuti dal contrabbassista Bruno Tommaso e dal pianista Enrico Pieranunzi, e l'anno successivo, nel 1978, fa pratica di "Marching band" a  Scandicci   suonando il tamburo militare nella banda dell'esercito, presso il 78º Reggimento fanteria "Lupi di Toscana" , esibendosi con essa al Palazzo dei Congressi (Firenze) e in Piazza della Signoria, per l'allora Presidente della Repubblica Italiana Sandro Pertini  e poi, nel maggio del 1979, aggregato alla banda musicale dell'Accademia militare di Modena,  per suonare al  Mak P 100.
Nel 1980 frequenta i Seminari di Siena Jazz con il maestro Bruno Biriaco e nei concerti finali degli allievi suona in piazza Salimbeni a Siena con Paolo Fresu e i pianisti Bruno Cesselli e Antonello Mura, anche loro allievi al seminario jazzistico. In quell'anno a ottobre si reca un paio di volte a Berchidda e Oschiri, invitato dallo stesso Fresu e da Antonello Mura, nella sala del Gruppo Carnaval, per suonare jazz e iniziare così una collaborazione, subito dopo è contattato dal gruppo del Coro degli Angeli che ancora si chiamava Sole Nero e parte con loro a Roma, per registrare al Cenacolo (musica), sulla Via Nomentana.

### Con Gianni Morandi e il Coro degli Angeli, Fiordaliso, Ombretta Colli
A proposito del suo ingresso nella band, il giornalista Antonello Contini del quotidiano "La Nuova Sardegna" ha scritto testualmente: Il salto di qualità, per ciò che riguarda la tecnica strumentale, il gruppo l'ha compiuto con l'ingresso di Giampaolo Conchedda, un batterista nuorese di estrazione jazzistica, che ha studiato per anni, ispirandosi al drumming possente e spettacolare di Billy Cobham e Alphonse Mouzon. Con la nuova band, Giampaolo a 23 anni registra nel Marzo del 1981 a Roma presso gli studi RCA del Cenacolo e nel 1982, sempre sotto la produzione del maestro Lilli Greco, registra il brano Bon voyage di Jimmy Fontana.
Con la produzione di Mogol registra presso gli studi milanesi de Il Mulino alcune canzoni in inglese, cantate da Andrea Parodi, poi suona con Gianni Morandi nelle tournée in Italia e all'estero (più di 200 concerti), accompagnando anche le cantanti Ombretta Colli e Fiordaliso.
Con Gianni Morandi da ricordare la tournée invernale del 1982 nei Dancing italiani come il Baccarà di Ravenna, il Quasar a Perugia, il Boomerang a Brescia, lo JaBi a Marotta-Pesaro, il Sayonara di Mantova, L'Altro Mondo ad Alba, la tournée teatrale nella primavera del 1983 con i concerti al Teatro Gerini a Roma e sempre nella capitale, Teatro Seven-Up-Flaminio con la diretta RAI, Teatro San Carlo a Napoli,  Teatro Margherita (Genova), Teatro Politeama Rossetti a Trieste, Teatro Politeama a Palermo, Teatro Verdi a Firenze, Teatro Medica Palace a Bologna, Teatro Nazionale a Milano, Teatro Roma a Portici, Teatro La Gran Guardia a Livorno, Teatro Colosseo a Torino, Teatro Palapartenope a Napoli, Teatro Metropolitan (Catania).
Esibizioni anche nei Casinò di Sanremo e Casinò di Campione.
Concerti negli stadi a Pescara-Stadio Adriatico, Torino-Stadio Filadelfia, Modena-Stadio Alberto Braglia, Terni-Stadio Libero Liberati, Viareggio-Stadio Torquato Bresciani, Civitavecchia-Stadio Giovanni Maria Fattori, Capri - Stadio San Costanzo, Ferrara-Stadio Paolo Mazza, Montecatini Terme-Stadio Mariotti, Como-Stadio Giuseppe Sinigaglia, Ragusa Stadio Aldo Campo, Scicli - Stadio Ciccio Scapellato, Prato-Stadio Lungobisenzio, Mondolfo (P.U.)-Stadio Longarini, Macerata-(Sarnano)-Stadio Maurelli, Tarquinia-Stadio Cardoni, Grosseto-Stadio Carlo Zecchini, Piancastagnaio-Stadio comunale, Reggio Calabria-Rosarno-Stadio Comunale, Francavilla di Sicilia - Stadio Comunale, Siena-Piancastagnaio- Stadio Comunale e altri. 
Poi la lunga tournée estiva del 1983: Falerna-Catanzaro, Rovigo, Capri, Ischia, Desenzano del Garda, Parco Piscine Le Naiadi-Pescara, Arena Libertà a Messina, lo Sferisterio Alessandro Mermet di Alba (CN), Piazza San Giovanni (Roma), Piazza del Palio di Asti, l'Idroscalo di Milano, Giardino Inglese (Palermo), Fiuggi, Chianciano Terme, Sondrio, Aosta, Udine, Savona, Arezzo, Salerno, Piazza Armerina, Corleone, Saronno, Santa Maria degli Angeli-(PG),  Sacile, Suzzara-(Mantova), Rossano Veneto-(Vicenza), Priverno-(Latina), Bribano-(Belluno), Spresiano-(Treviso),(Gattico)-Novara- e altre città.
Il 26 aprile 1983, ancora con Gianni Morandi suona in Svizzera presso gli studi della televisione, dal quale concerto sono stati tratti un DVD e il CD "Live @ RTSI Gianni Morandi", e con lui partecipa in Rai 2 al rotocalco televisivo Blitz  condotto da Gianni Minà e al programma Stars del regista Marco Colangeli, inoltre sempre la RAI ha mandato in onda diverse volte il resoconto dei concerti di Gianni Morandi dei due mesi di tournée in Russia, Lettonia, Ucraina, con 10 concerti anche in Asia centrale nello stato dell'Uzbekistan, nei megateatri e nei Palaghiaccio in città come Mosca, Kiev, Rostov, Riga, Tashkent, dal titolo Viaggio nel corso di un concerto.
Con il Coro degli Angeli (300 concerti, di cui tanti nel capoluogo sardo), dopo varie ospitate a RAI3 e presso l'emittente televisiva Videolina, si esibisce una decina di volte come attrazione, al Forte Village di Santa Margherita di Pula e incide nel 1984 una versione del brano The Sound of Silence di Paul Simon e Art Garfunkel con testo di Mogol, più la nota Nanneddu meu, entrambe presenti su Misterios, poi è la volta di una produzione in lingua inglese di 10 brani intitolata Shangay sempre cantata da Andrea Parodi, con testi scritti da Jennifer Martin, mentre è del 1988 l'album Sempre Battisti, il secondo della band, dedicato alle canzoni di Lucio Battisti cantato invece da Andrea Poddighe e Antonio Poddighe. Negli studi Tekno a Sassari registra a fine 1987 sei brani del pianista Pietro Fara e incide nel 1991 l'ultimo album del Coro degli Angeli, con la presenza in studio del chitarrista Giorgio Cavalli.

### Con Paolo Fresu, Piero Marras, Joe Perrino
Nel Febbraio 1986 registra in studio con Paolo Fresu la canzone di Piero Marras dal titolo Una serata in rima, meglio conosciuta come Diglielo tu, Maria, inserita sull'album "Marras in concerto", ma con il trombettista di Berchidda suona anche in altre occasioni come al PalaTrussardi di Milano (ora PalaSharp) il 23 maggio 1993 in compagnia del chitarrista Vittorio Chessa e di Antonello Salis, e a Siniscola il 30 novembre 2000 con Antonello Salis e Furio Di Castri.
Frequenta nel 1987 a Roma, per una settimana, il corso sul Funk tenuto da Agostino Marangolo con ospiti Roberto Gatto e Walter Martino.
È in un'orchestra con il trombettista della RAI Giovanni Crasta nel 1988 ma nel 1989, dopo aver "aperto" a Santa Margherita di Pula il concerto degli statunitensi The Platters ed essersi esibito al Teatro Verdi (Sassari) con il cantautore Gianni Virdis per la presentazione del disco Bandidu di cui ha suonato la batteria, va in tournée in Italia dal Veneto alla Sicilia con il gruppo rock di Joe Perrino & The Mellowtones e la title track dell'album  "Com'è dura la vita" inciso con Mario Fabiani è per cinque mesi sigla del programma Dopo cena, condotto da Maurizio Costanzo su Videolina nel 1991, registra poi il disco della funk-band degli Ideamare e subito dopo viene chiamato in studio da un'altra band: i "Dorian Gray".
Con il cantautore Piero Marras suona dal vivo per la prima volta il 16 ottobre 1987 a Santa Teresa Gallura e con lui collabora stabilmente dal 1992 al 1995 suonando anche all'Anfiteatro romano di Cagliari il 19 luglio 1993 nel concerto in memoria di Emanuela Loi e sempre a Cagliari il 6 dicembre 1992 al Teatro Tenda della Fiera nel Concerto per il lavoro,     da ricordare anche i concerti all'anfiteatro Fabrizio De André di Nuoro il 3 settembre 1992 e quello al Bastione di Saint Remy di Cagliari il 25 settembre 1993.
Giampaolo è presente anche nei concerti sardi ANDALAS Percorsi Etnici del 1992, (organizzati dall'associazione culturale Humus con la partecipazione dei Tenores di Bitti Remunnu 'e Locu e del suonatore di launeddas Luigi Lai ) a Decimoputzu, Pula, San Pantaleo, Villasimius, e Santa Teresa Gallura a luglio, a Quartucciu, Tratalias, Fordongianus ad agosto e a Norbello a settembre,  e con Marras incide anche i dischi degli album Tumbu e Funtanafrisca, inoltre il brano "Istrales" suonato da Giampaolo è inserito nel disco con la cantante statunitense Dionne Warwick.
Nel 1997 incide l'album "Liberos, rispettatos, uguales" con i Kenze Neke compreso il brano "Gridu de vittoria" la cui versione interpretata da Francesco Di Giacomo del gruppo Banco del Mutuo Soccorso compare anche sull'album omonimo dei Kenze Neke pubblicato nel 2000.

### Anni 2000
Ai primi del 2001 presenta il suo primo disco solista, Drums Improvisations, un album a impronta jazzistica, un lavoro un po' atipico che ha ben poco di commerciale, registrato per l'appunto senza l'accompagnamento di nessun altro strumento melodico/armonico.
A Milano il 10 febbraio 2011 presso il "Teatro della Luna" - Mediolanum Forum, partecipa all'undicesima edizione de "La Lunga notte della Batteria" esibendosi con la Big Band "Jazz Workshop Orchestra" diretta da Marco Goti con la partecipazione di Giancarlo Porro e suonando poi nel gran finale in compagnia di Tullio De Piscopo, Christian Meyer, Ellade Bandini, Walter Calloni, Elio Rivagli, Paolo Pellegatti, Sergio Pescara, Maxx Furian, Derek Wilson, Matteo Mammoliti, Adriano Molinari, Massimo Serra, Bruno Farinelli, Filippo Mignatti, Federico Paulovich, e Martino Malacrida.
Nel numero 34 del mese di aprile 2015 è stato intervistato per la rivista specializzata "Drumset Mag".
Il 12 ottobre 2017 Giampaolo Conchedda suona al Teatro Splendor di Milano (Bollate) con la Monday Orchestra Big Band diretta dal maestro Luca Missiti, per la 14ª edizione de "La Lunga Notte Della Batteria" (la kermesse nazionale in memoria del maestro Enrico Lucchini), che con la presentazione della giornalista speaker Giusy Randazzo,  ha visto la partecipazione di batteristi internazionali e nazionali come Tony Arco, Paolo Pellegatti, Federico Paulovich, Bruno Biriaco, Rick Latham, Christian Meyer con il percussionista Pacho, Tullio De Piscopo, Ellade Bandini con il cantante Alan Farrington, Nicola Angelucci, Sandro Ravasini, Maxx Furian,  Matteo Mammoliti,    Francesco La Rosa, Paola Caridi, Paolo Muscovi, Lucrezio de Seta, Enrico Di Bella con l'ensemble di giovani talenti siciliani quali Salvatore Di Francia, Guido Iurato, Nicole Bizzini, i quindicenni Samuele Lauretta e Carola Avola, si sono inoltre esibiti l'undicenne Thomas Allen, e il ventenne siciliano Sandro Cavallaro.
In occasione di questa esibizione Giampaolo è stato video-intervistato da Giovanni Pollastri per la web tv Videoradio channel.
Curiosità:   Giampaolo come batterista è citato e parlano di lui su 12 libri (vedi bibliografia).
Il 21 marzo 1991 ospita nel suo studio di Nuoro, il batterista statunitense Dennis Chambers.
A 25 anni ha ricevuto i complimenti dall'organista Brian Auger e da Renzo Arbore  al termine di un concerto con Gianni Morandi il 30 aprile 1983, al Teatro Seven-Up-Flaminio a Roma.
Per 21 anni la ditta americana Pro-Mark ha immesso sul mercato un modello di bacchette da lui autografate.
Dal 2013 è endorser per le pelli americane Evans (azienda).
Ascoltando musica fin da bambino tra Jazz, Rock, Funk, Latin e Big Band, possiede una collezione di duemilacinquecento album originali, di cui più di milleottocento in vinile.
Ha seguito le clinics di Dave Weckl (Milano 1988), Gavin Harrison, Gregg Bissonette, Marco Minnemann, Dom Famularo e Mel Gaynor.
Nel 1974-75-76 segue le prime edizioni dei festival di Umbria Jazz e Pescara Jazz.
Da ragazzino e sino ai 23 anni è stato proprietario nel corso degli anni, di 4 batterie Hollywood- Meazzi  acquistate in terza e quarta mano: una Hollywood Sinfonic - blue sparkling con cassa 18", tom 12" una Hollywood-Capitol color Fantasi/rosso striato con cassa 20", tom da 13" e timpano da 16" più rullante "Vedette", una Hollywood Oceanic rossa sparkling, cassa 18",  e una Hollywood Capitol in  Fantasi/legno striato con cassa 18", tom 12" e timpano 14" con sempre rullante "vedette".

## Collaborazioni
Negli anni ha collaborato e suonato con diversi artisti quali Piero Azara, Al Ventura, Michele Perrucci, Gianni Morandi, Ombretta Colli, Fiordaliso, Coro degli Angeli, il maestro Lilli Greco, Michele Santoro, Mogol, Fulvio Mancini, Enrico Mancini, Foffo Bianchi,  Piero Bravin, Marcello Todaro, Nick Lo Vallo, Maurizio Montanesi, Francesco Di Giacomo, Paolo Fresu, Antonello Salis, Furio Di Castri, Joe Perrino & The Mellowtones, Mick Taras, Mario Fabiani, Piero Marras, Massimiliano Ruiu,  Paolo Cocco, Roberto Deidda,  Le Balentes, Tenores di Bitti Remunnu 'e Locu, Vittorio Chessa,  Franco Montalbano, Pino Montalbano, Erica Loi, Mauro Mulas, Bastiano Loche, Paquito Farina, Ernesto Sanna,  Giulio Albano, Kenze Neke, Giovanni Crasta, Tony Marino,  Gianni Virdis, Gemiliano Cabras, Gianluca Gadau,   Ettore Paglietti, Giampiero Casu, Andrea Sechi,  Jazz Workshop Orchestra di Marco Goti,  Rostyslav Prachun, Paolo Cartamantiglia, Monday Orchestra di Luca Missiti, Fabio Orecchioni, Pierpaolo Bibbò, Conkedda's band, Daniele Batteta, Giuseppe Usai, Dario Deriu e tanti altri. Collabora con Bode s.r.l. in quanto dal 2001 endorser delle bacchette Pro-Mark e dal 2013 delle pelli Evans.

## Insegnamento
Giampaolo Conchedda ha avuto più di quattrocento allievi in quarantacinque anni d'insegnamento avendo fondato la prima scuola di batteria in Sardegna nell'ottobre del  1979 e ha insegnato in scuole musicali a Nuoro, Orani, Posada, Porto Cervo, Olbia,Tempio Pausania, San Teodoro, Arzachena.
Nel 2008 e 2009 è stato docente presso i Licei artistici musicali di Olbia e Tempio Pausania nei Laboratori di batteria e percussione finanziati dalla Comunità europea.
Nel 1989 a Cagliari ha tenuto una Masterclass di 5 giorni presso l'Ybris center e nel 1987 per una settimana ha svolto due seminari strumentali di otto ore al giorno a Nuoro e Macomer.
Per 13 anni dal 2007 al 2019 è stato insegnante presso la scuola civica di musica di Olbia e per 18 anni dal 2006 al 2024 presso le scuole di musica di Porto Cervo e Arzachena.

## Discografia
- 1983 Gianni Morandi - Live @ RTSI Gianni Morandi___(Sony music 5020972).
- 1984 Coro degli Angeli - Misterios -- (con Andrea Parodi) ___ (TEK MR0079).
- 1985 Piero Marras - Piero Marras In Concerto -- (Una serata in rima) con Paolo Fresu____ (TEK MR 073).
- 1985 Coro degli Angeli - Johnny / Break down -- (con Andrea Parodi).
- 1986 Coro degli Angeli - Shangay -- (con Andrea Parodi).
- 1987 Piero Marras - Funtanafrisca  ___(TEK MR LP 0081).
- 1988 Compilation Tekno - Sardegna San Remo '88  ___ (TEK MR 0093).
- 1988 Farah - Goodbye lunedì, Jessica Lange      ___ (ed Hurlator PFA 0010).
- 1989 Coro degli Angeli - Sempre Battisti___ (TEK MR 0096).
- 1989 Gianni Virdis - Bandidu-                   ___ (TEK MR 0098).
- 1990 Coro degli Angeli - Ma dove sei America___ (TEK MR 0100)(TEK MR 0100 LP).
- 1990 Mario Fabiani - Com'è dura la vita___ (CDK 0105).
- 1991 Ideamare - Dammi, dammi.
- 1991 Dorian Gray - Terapie di linguaggio___(SDACD 001).
- 1991 Dorian Gray - Shamano___(TARGET 13192 1242-2).
- 1995 Piero Marras -  Tumbu___ (BLU07).
- 1995 Piero Marras -abbardente & funtanafrisca ___(tkr CDK 0105).
- 1997 Coro degli Angeli - Live Concert ___ (GPC 002).
- 1997 Piero Marras - MARRAS STAZZI UNITI___(tkr CDK 0115).
- 1997 Kenze Neke - Liberos, rispettatos, uguales___(KN 01 1998).
- 2000 Kenze Neke - Kenze Neke -- ( Gridu de vittoria) con alla voce Francesco Di Giacomo ___ (KN 003).
- 2000 Piero Marras - In su cuile 'e s'anima (con Dionne Warwick)___(PCD 2248).
- 2001 Giampaolo Conchedda -  Drums Improvisations___ (GPC 001).
- 2002 Gianni Morandi  - Platinum Live - Il meglio della musica italiana in concerto ___ BOX 13 Cd (EDEL RECORDS).
- 2006 Gianni Morandi - In Concerto___(0173042ERE).
- 2008 Giampaolo Conchedda, Paolo Fresu, Antonio Meloni, Giantore Budroni, Marcello Zappareddu, Lorenzo Sabbatini - Dream on the snow.
- 2009 Gianni Morandi  - I grandi miti della musica italiana___ (con ospite Fiordaliso) - (Edizioni Master).
- 2012 Gianni Morandi - Gianni Morandi - Live Collection___(Nar International ATL873-2).
- 2013 Gianni Morandi  - Gianni Morandi in concerto ___ (SMI, 8054188381248).
- 2013 Joe Perrino - Operaio Romantico.
- 2015  Piero Marras - Funtanafrisca ___(La biblioteca dell'identità - L'UNIONE SARDA 9771128685615).
- 2015 Piero Marras - TUMBU ___(La biblioteca dell'identità- L'UNIONE SARDA 9771128685615).
- 2015 Giampaolo Conchedda Trio,  Rostyslav Prachun, Paolo Carta Mantiglia - Jazz Emotions___(GPC 003).
- 2020 Ammerare    - Fizzos___(AMMERARE12020).
- 2021 Dario Deriu - Orizzonte .
- 2022 Giampaolo Conchedda Trio, Rostyslav Prachun, Paolo Carta Mantiglia - Jazz Essence ___(GPC 004).